# Argentyna na Zimowych Igrzyskach Olimpijskich 1992
Argentynę na Zimowych Igrzyskach Olimpijskich 1992 reprezentowało 20 sportowców w pięciu dyscyplinach. Nie zdobyli oni żadnego medalu.

## Biathlon

### Mężczyźni
| Konkurencja                | Zawodnik         | Pudła | Czas    | Miejsce |
| -------------------------- | ---------------- | ----- | ------- | ------- |
| Bieg indywidualny na 10 km | Roberto Lucero   | 8     | 41:38.5 | 94      |
| Bieg indywidualny na 10 km | Juan Fernández   | 2     | 40:32.0 | 93      |
| Bieg indywidualny na 10 km | Alejandro Guerra | 2     | 40:16.8 | 92      |
| Bieg indywidualny na 10 km | Luis Ríos        | 3     | 36:07.5 | 91      |

| Konkurencja                | Zawodnik        | Czas         | Pudła | Skorygowany czas | Miejsce |
| -------------------------- | --------------- | ------------ | ----- | ---------------- | ------- |
| Bieg indywidualny na 20 km | Roberto Lucero  | Nie ukończył | –     | Nie ukończył     | –       |
| Bieg indywidualny na 20 km | Juan Fernández  | 1'20:27.1    | 5     | 1'25:27.1        | 91      |
| Bieg indywidualny na 20 km | Marcelo Vásquez | 1'14:02.6    | 8     | 1'22:02.6        | 90      |
| Bieg indywidualny na 20 km | Luis Ríos       | 1'11:43.8    | 3     | 1'14:43.8        | 86      |

### Kobiety
| Konkurencja      | Zawodniczka    | Pudła | Czas    | Miejsce |
| ---------------- | -------------- | ----- | ------- | ------- |
| Sprint na 7,5 km | Fabiana Lovece | 9     | 39:07.0 | 68      |
| Sprint na 7,5 km | María Giro     | 0     | 27:53.5 | 36      |

| Konkurencja                | Zawodniczka | Czas    | Pudła | Skorygowany czas | Miejsce |
| -------------------------- | ----------- | ------- | ----- | ---------------- | ------- |
| Bieg indywidualny na 15 km | María Giro  | 57:18.0 | 6     | 1'03:18.0        | 63      |

## Biegi narciarskie

### Mężczyźni
| Konkurencja                             | Zawodnik        | Wyścig    | Wyścig  |
| Konkurencja                             | Zawodnik        | Czas      | Miejsce |
| --------------------------------------- | --------------- | --------- | ------- |
| Bieg na 10 km stylem klasycznym         | Diego Prado     | 41:46.2   | 106     |
| Bieg na 10 km stylem klasycznym         | Sébastian Menci | 40:00.2   | 104     |
| Bieg na 10 km stylem klasycznym         | Guillermo Alder | 37:11.8   | 97      |
| Bieg na 10 km stylem klasycznym         | Luis Argel      | 36:33.6   | 92      |
| Bieg pościgowy na 15 km stylem dowolnym | Diego Prado     | 1'09:05.2 | 95      |
| Bieg pościgowy na 15 km stylem dowolnym | Sébastian Menci | 1'04:24.0 | 93      |
| Bieg pościgowy na 15 km stylem dowolnym | Guillermo Alder | 58:33.2   | 92      |
| Bieg pościgowy na 15 km stylem dowolnym | Luis Argel      | 55:56.0   | 87      |
| Bieg na 30 km stylem klasycznym         | Luis Argel      | DNF       | –       |
| Bieg na 30 km stylem klasycznym         | Guillermo Alder | 1'47:07.4 | 79      |

### Kobiety
| Konkurencja                          | Zawodniczka | Wyścig    | Wyścig  |
| Konkurencja                          | Zawodniczka | Czas      | Miejsce |
| ------------------------------------ | ----------- | --------- | ------- |
| Bieg na 5 km stylem klasycznym       | Inés Alder  | 18:31.6   | 60      |
| Bieg pościgowy 10 km stylem dowolnym | Inés Alder  | 39:41.4   | 57      |
| Bieg na 15 km stylem klasycznym      | Inés Alder  | 54:26.9   | 49      |
| Bieg na 30 km stylem dowolnym        | Inés Alder  | 1'50:50.6 | 55      |

## Narciarstwo alpejskie

### Mężczyźni
| Zawodnik            | Konkurencja   | Wyścig 1     | Wyścig 2     | Łącznie      | Łącznie |
| Zawodnik            | Konkurencja   | Czas         | Czas         | Czas         | Miejsce |
| ------------------- | ------------- | ------------ | ------------ | ------------ | ------- |
| Carlos Espiasse     | Supergigant   |              |              | 1:22.68      | 62      |
| Gáston Begue        | Supergigant   |              |              | 1:22.52      | 61      |
| Agustín Neiman      | Supergigant   |              |              | 1:22.47      | 60      |
| Federico van Ditmar | Supergigant   |              |              | 1:19.07      | 46      |
| Federico van Ditmar | Slalom gigant | Nie ukończył | –            | Nie ukończył | –       |
| Gáston Begue        | Slalom gigant | 1:17.22      | 1:13.94      | 2:31.16      | 54      |
| Carlos Espiasse     | Slalom gigant | 1:16.77      | Nie ukończył | Nie ukończył | –       |
| Agustín Neiman      | Slalom gigant | 1:16.44      | 1:11.87      | 2:28.31      | 47      |
| Gáston Begue        | Slalom        | Nie ukończył | –            | Nie ukończył | –       |
| Federico van Ditmar | Slalom        | 1:00.62      | 1:00.87      | 2:01.49      | 39      |

### Kobiety
| Zawodniczka        | Konkurencja   | Wyścig 1      | Wyścig 2 | Łącznie       | Łącznie |
| Zawodniczka        | Konkurencja   | Czas          | Czas     | Czas          | Miejsce |
| ------------------ | ------------- | ------------- | -------- | ------------- | ------- |
| Carolina Eiras     | Zjazd         |               |          | 2:02.81       | 29      |
| Astrid Steverlynck | Supergigant   |               |          | 1:33.48       | 40      |
| Carolina Eiras     | Supergigant   |               |          | 1:32.33       | 39      |
| Astrid Steverlynck | Slalom gigant | 1:15.01       | 1:16.15  | 2:31.16       | 32      |
| Carolina Eiras     | Slalom gigant | 1:12.55       | 1:13.36  | 2:25.91       | 27      |
| Carolina Eiras     | Slalom        | Nie ukończyła | –        | Nie ukończyła | –       |
| Astrid Steverlynck | Slalom        | 54.83         | 50.70    | 1:45.53       | 30      |

Kombinacja kobiet
| Zawodniczka        | Zjazd   | Slalom | Slalom        | Łącznie       | Łącznie |
| Zawodniczka        | Czas    | Czas 1 | Czas 2        | Punkty        | Miejsce |
| ------------------ | ------- | ------ | ------------- | ------------- | ------- |
| Carolina Eiras     | 1:34.00 | 38.93  | 40.48         | 184.96        | 21      |
| Astrid Steverlynck | 1:31.71 | 38.56  | Nie ukończyła | Nie ukończyła | –       |

## Narciarstwo dowolne

### Mężczyźni
| Zawodnik           | Konkurencja      | Kwalifikacja | Kwalifikacja | Kwalifikacja | Finał           | Finał           | Finał           |
| Zawodnik           | Konkurencja      | Czas         | Punkty       | Miejsce      | Czas            | Punkty          | Miejsce         |
| ------------------ | ---------------- | ------------ | ------------ | ------------ | --------------- | --------------- | --------------- |
| Ignacio Bustamante | Jazda po muldach | 37.33        | 18.18        | 30           | Did not advance | Did not advance | Did not advance |

## Saneczkarstwo

### Mężczyźni
| Zawodnik       | Ślizg 1 | Ślizg 1 | Ślizg 2 | Ślizg 2 | Ślizg 3 | Ślizg 3 | Ślizg 4 | Ślizg 4 | Łącznie  | Łącznie |
| Zawodnik       | Czas    | Miejsce | Czas    | Miejsce | Czas    | Miejsce | Czas    | Miejsce | Czas     | Miejsce |
| -------------- | ------- | ------- | ------- | ------- | ------- | ------- | ------- | ------- | -------- | ------- |
| Rubén González | 47.301  | 28      | 47.238  | 29      | 48.086  | 30      | 49.152  | 33      | 3:11.777 | 31      |